# Ciuvașia

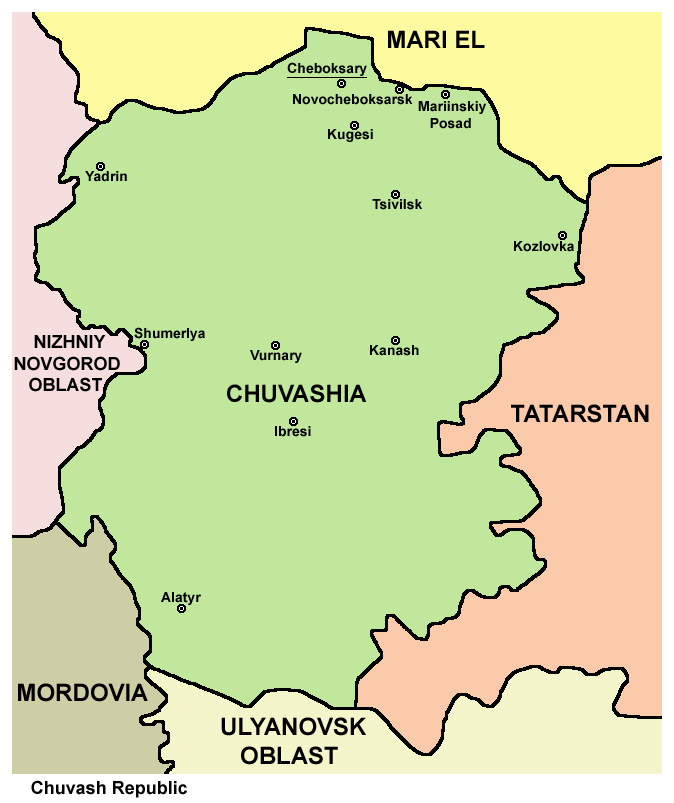

Ciuvașia sau Republica Ciuvașă (rusă Чувашия,Чувашская Республика) este un subiect federal al Rusiei, una din republicile Rusiei.
Este situată în zona Uralilor. Capitala este orașul Ceboksarî.

## Geografie
Ciuvașia se situează în Districtul Federal Volga. Republica se află la 600 de km distanță de Moscova, pe malul râului Volga. La nordul ei este Mari El, la est Tatarstan, la vest Nijni Novgorod, iar la sud-vest Mordovia.

## Demografie
Mica republică este una din cele mai dens populate din Rusia. Ciuvașii, un popor turcic, reprezentau la recensământul din 2002, 889.268 (67,69 %) din populația de 1.313.754 de locuitori. Din aceștia erau: 348.515 (26,53 %) ruși, 36.379 (2,77 %) tatari și 15.993 (1,22 %) mordvini. Limbile oficiale sunt: limba ciuvașă și limba rusă. 
Majoritatea populației aparține Bisericii Ortodoxe Rusești dar există și o minoritate islamică.

## Economie
Ciuvașia este considerată  una din republicile bogate ale Rusiei. Cele mai importante sectoare economice sunt: construcțiile de mașini, industria ușoară, prelucrarea lemnului și industria alimentară.

## Orașe
Capitala republicii este Ceboksarî (442.616 de locuitori). Orașul satelit Novoceboksarsk (125.467 de locuitori) este al doilea ca mărime. 
Orașe importante mai sunt: Canaș (49.070 de locuitori), Alatir (42.669 de locuitori) și Șumerlia (35.194 de locuitori).